# Roderick Firth
Roderick Firth (* 30. Januar 1917 in Orange, New Jersey; † 22. Dezember 1987 in Arlington, Massachusetts) war ein US-amerikanischer Philosoph. Er gilt als Begründer der Kohärenztheorie, ist aber auch für seine Beiträge zur Wissenslogik und zur Ethik bekannt.

## Leben und Wirken
Roderick Firth studierte am Haverford College (Abschluss 1938) und promovierte 1943 bei Clarence Irving Lewis an der Harvard University mit der Arbeit Sense-Data and the Principle of Reduction im Fach Philosophie. Firth verweigerte aus Gewissensgründen den Kriegsdienst, wurde aber 1942 wegen eines Herzgeräuschs ausgemustert. Erst danach wurde er offiziell Mitglied einer Quäker-Gemeinde. Eine Stellung am William and Mary College verlor Firth 1944 fast wegen seiner Kriegsdienstverweigerung, wechselte 1945 aber ohnehin an das Swarthmore College, eine Einrichtung der Quäker.
Firth hatte 1952/53 ein Guggenheim-Stipendium und gehörte ab 1953 zum Lehrkörper der Harvard University. Hier war er von 1957 bis 1963 Leiter (chairman) der Philosophischen Fakultät. Zuletzt (seit 1962) hatte er in Harvard den Titel Alford Professor of Natural Religion, Moral Philosophy and Civil Polity. 1971 wurde Firth in die American Academy of Arts and Sciences gewählt.
Roderick Firth starb im Alter von 70 Jahren an den Folgen einer Pneumonie. Er war seit 1943 mit Maria Lee Goodwin verheiratet. Das Paar hatte einen Sohn.